# 翁新芝
翁 新芝（おう しんし、ウェン・シンジー、Weng Xinzhi、中国語: 翁新芝、拼音: Wēng Xīnzhì、1988年6月15日 - ）は、2008年北京オリンピックに出場した中華人民共和国の女子サッカー選手、ディフェンダー。

## 経歴
翁は、江蘇省江陰市に生まれた。
2004年に、16歳でFIFAワールドユース選手権の中国代表に選出されたが、これは中国史上最年少の女子サッカー国家代表であった。
2006年にFIFA U-20ワールドカップ（旧・FIFAワールドユース選手権）の中国代表に選出された後、同じ年にサッカー中華人民共和国女子代表に昇格し、2007 FIFA女子ワールドカップへの出場権をかけた予選の2試合に出場した。ワールドカップの本大会のメンバーにも選ばれたが、出場機会はなかった。中国代表チームの一員として、最初に出場した主要トーナメントは、中国で開催された2008年北京オリンピックであった。
2014年に現役を引退し、北京市で青少年サッカーの指導者となった。その後は、江陰市で体育教師となった。
翁は、江蘇省当局から労働模範、三八紅旗手、新長征突撃手などの称号を授与されている。